# Chovellén

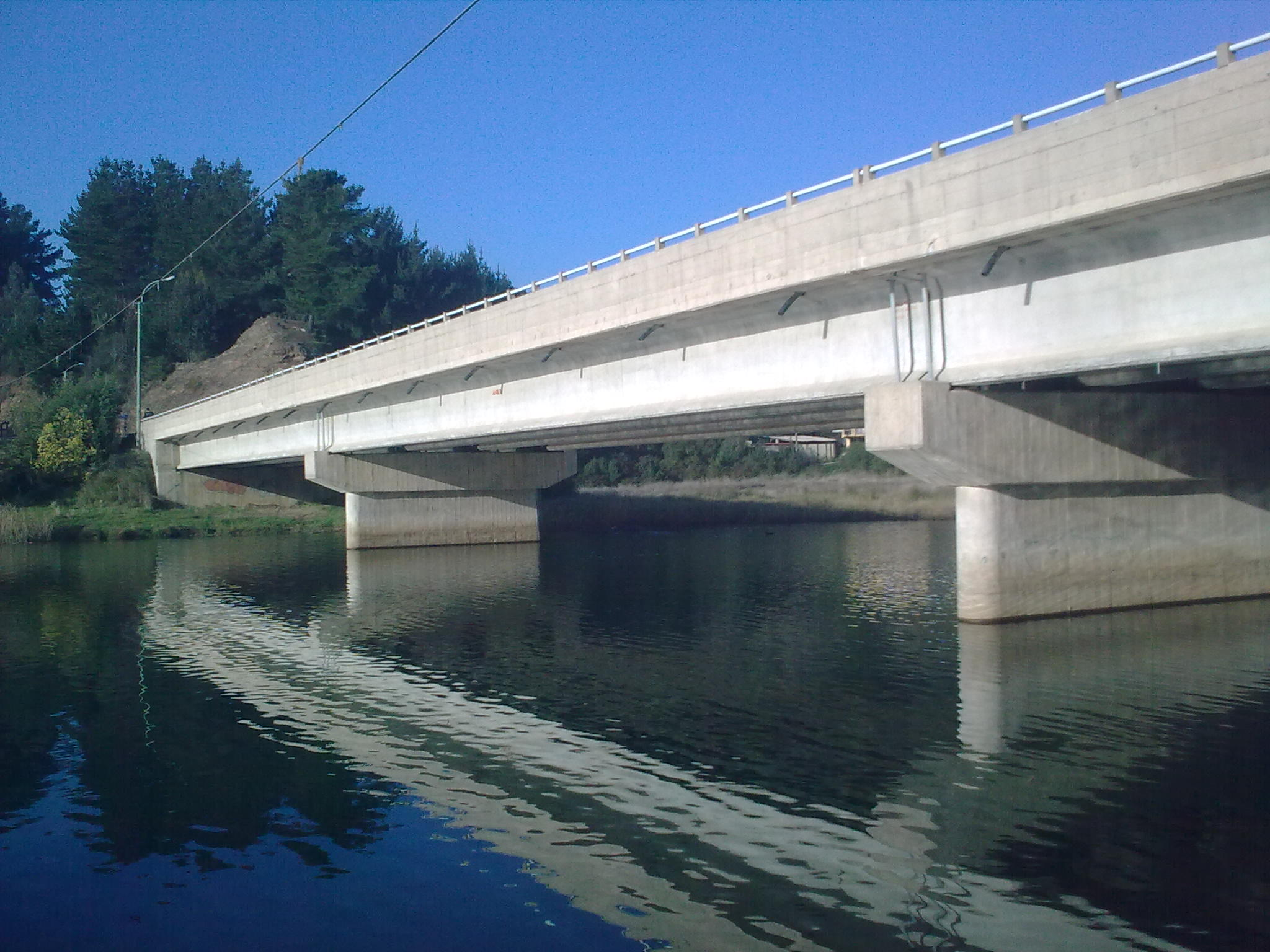
Río Chovellén

Chovellén (del mapudungún: Chofülen ‘Tierra de brujos’) es una localidad de la comuna de Pelluhue, Provincia de Cauquenes, en la Región del Maule de Chile. Chovellén se encuentra al suroriente del poblado de Curanipe, y es un lugar pintoresco y apacible, con edificaciones que se levantan a lo largo de unas pocas calles y se desperdigan entre parcelas de agrado, verdes praderas, huertos frutales y colinas arboladas de pinos. En el sector predominan los lomajes suaves destinados a cultivos tradicionales, como el trigo y otros cereales. También plantaciones de frutillas las que son luego exportadas fuera del país y también dentro del país, así como a plantaciones forestales de pino insigne y otras especies, entre las que se encuentra flora nativa.

## Situación
- Altitud: 89 metros.
- Latitud: 35º 54' 00" S
- Longitud: 072º 40' 59" O

## Demografía
En el censo del 2002, la población de Chovellén era de 819 habitantes, de los cuales 479 (58%) eran hombres y sólo 340 (42%), mujeres.